# Резвой, Дмитрий Модестович
Дми́трий Моде́стович Резво́й (1842—1912) — генерал от инфантерии, герой Русско-турецкой войны 1877—1878 годов.

## Биография

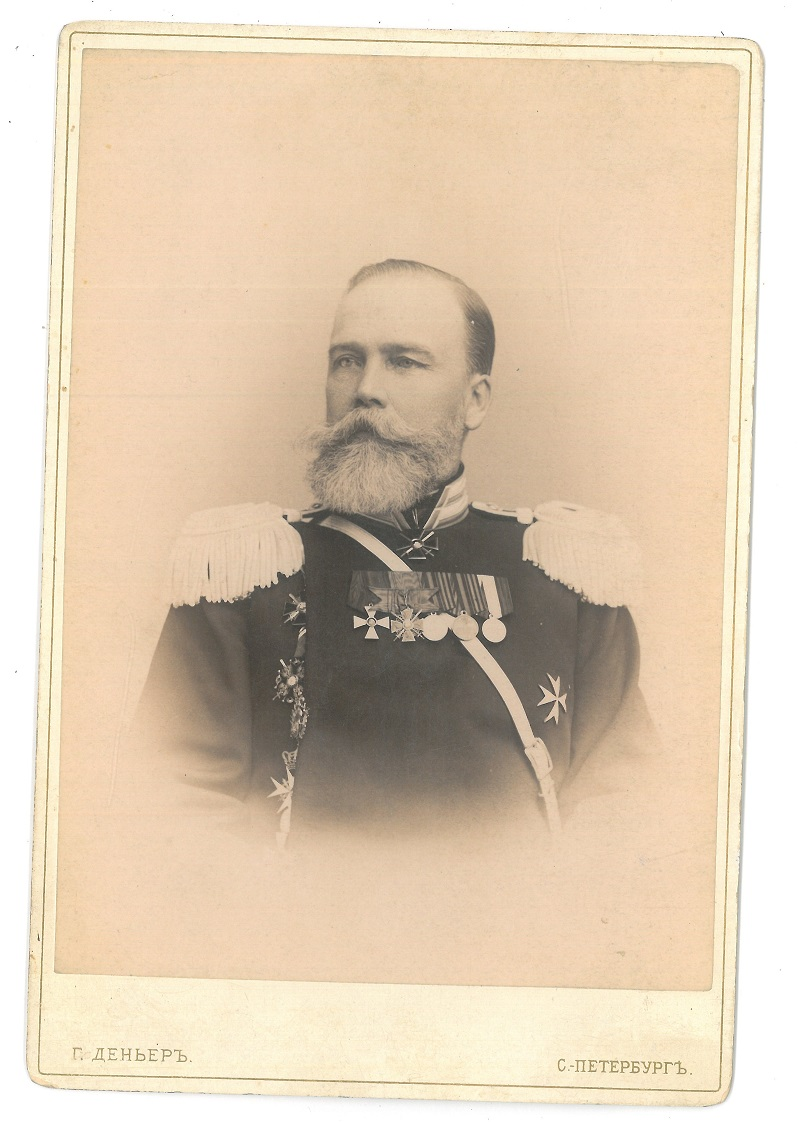

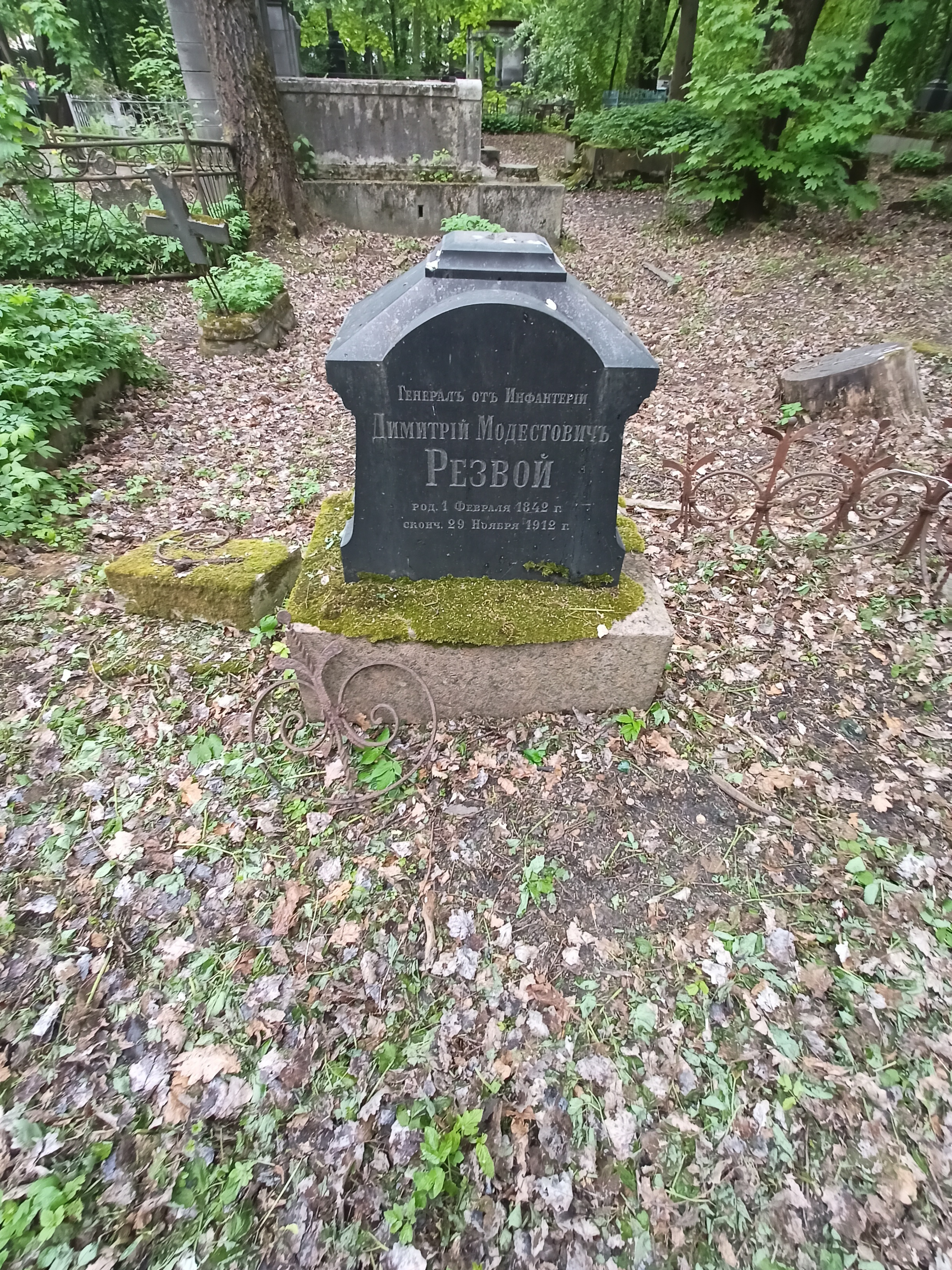
Могила на Смоленском лютеранском кладбище

Родился 1 (13) февраля 1842, сын полковника Модеста Дмитриевича Резвого и внук генерала Дмитрия Петровича Резвого. Образование получил в 1-м кадетском корпусе, по окончании которого 8 мая 1860 года был принят в Николаевское инженерное училище.
Выпущен 20 июля 1863 года прапорщиком в Финляндский сапёрный батальон. 22 июля 1866 года произведён в поручики, но уже 1 октября того же года был переведён в гвардию с чином подпоручика. 30 августа 1872 года Резвой был произведён в штабс-капитаны, а 21 января 1873 года перевёлся в армейские инженеры с чином капитана и с зачислением в Туркестанскую сапёрную роту. Здесь он принял участие в Хивинском походе и за боевые отличия был награждён орденами св. Анны 3-й степени с мечами и бантом и св. Станислава 2-й степени с мечами.
Произведённый 12 мая 1876 года в подполковники (за отличия во время Кокандского похода 1875—1876 годов) Резвой был прикомандирован ко 2-му сапёрному батальону и в 1877—1878 годах принимал участие в русско-турецкой войне на Балканском театре. 16 декабря 1877 года подполковник Резвой был награждён орденом св. Георгия 4-й степени
В воздаяние за отличие, оказанное при управлении под беспрерывным неприятельским огнём постройкою батарей, укреплений и преграждений на Шипкинской позиции, чем способствовал отражению штурма 5-го Сентября 1877 года.
За другие отличия во время этой кампании он получил ордена св. Анны 2-й степени с мечами и св. Владимира 3-й степени с мечами.
5 июля 1878 года Резвой был произведён в полковники и 13 сентября того же года назначен командиром 6-го понтонного батальона. 22 июня 1884 года он получил в командование 11-й сапёрный батальон.
В начале 1888 года Резвой перевёлся в армейскую пехоту и с 14 февраля командовал 55-м пехотным Подольским полком, 4 декабря того же года был перемещён на должность командира 146-го пехотного Царицынского полка.
4 февраля 1891 года Резвой получил в командование лейб-гвардии Кексгольмский полк и 30 августа 1891 года произведён в генерал-майоры. С 5 апреля 1895 года командовал 1-й бригадой 3-й гвардейской пехотной дивизии. 28 октября 1899 года назначен начальником 21-й пехотной дивизии, 6 декабря 1899 года получил чин генерал-лейтенанта. 9 октября 1904 года назначен командиром 19-го армейского корпуса.
23 мая 1905 года Резвой был освобождён от занимаемой должности, зачислен по гвардейской пехоте и вошёл в число членов Александровского комитета о раненых. 6 декабря 1907 года произведён в генералы от инфантерии.
Скончался 29 ноября 1912 года в Санкт-Петербурге. Похоронен на Смоленском лютеранском кладбище.

## Семья
Супруга — София Александровна, урождённая Краузольд (13.02.1842—30.11.1912), дочь инженер-генерала Александра Эммануиловича Краузольда (1815—1892). Сын — учёный-зоолог Пётр Дмитриевич Резвой (1887—1963), внук — геолог Дмитрий Петрович Резвой (1912—1993).

## Награды
Среди прочих наград Резвый имел ордена:
- Орден Святой Анны 3-й степени с мечами и бантом (1874 год)
- Орден Святого Станислава 2-й степени с мечами (1874 год)
- Орден Святого Георгия 4-й степени (16 декабря 1877 года)
- Орден Святой Анны 2-й степени с мечами (1878 год)
- Орден Святого Владимира 3-й степени с мечами (1879 год)
- Орден Святого Станислава 1-й степени (1894 год)
- Орден Святой Анны 1-й степени (6 декабря 1898 года)
- Орден Святого Владимира 2-й степени (1902 год)
- Орден Белого орла (1905 год)
- Орден Святого Александра Невского (6 декабря 1910 года)